# Bittkau
Windberge is een plaats en voormalige gemeente in de Duitse deelstaat Saksen-Anhalt, en maakt deel uit van de Landkreis Stendal.
Windberge telt 698 inwoners.